# Las Tunas (provins)
Las Tunas är en provins i Kuba. Den ligger i den östra delen av landet, 600 km öster om huvudstaden Havanna. Antalet invånare är 536 027. Arean är 6 595 kvadratkilometer. Las Tunas gränsar till Provincia de Camagüey, Provincia de Holguín och Provincia Granma.
Las Tunas delas in i:

1. Municipio de Amancio
2. Municipio de Colombia
3. Municipio de Jesús Menéndez
4. Municipio de Jobabo
5. Municipio de Majibacoa
6. Municipio de Manatí
7. Municipio de Puerto Padre
8. Municipio de Las Tunas

Följande samhällen finns i Las Tunas:

- Las Tunas
- Puerto Padre
- Jesús Menéndez
- Jobabo
- Amancio
- Colombia
- Manatí